# Football Club Dilettanti Battipagliese 1929
Le FCD Battipagliese 1929 (nom complet : Football Club Dilettanti Battipagliese 1929) est un club de football de la ville de Battipaglia dans la province de Salerne, en Campanie.

## Historique
L'Associazione Sportiva Dilettantistica Battipagliese a été fondée en 1929. Le club a été créé l'année durant laquelle la commune est devenue indépendante.
Le club évolue en Serie D depuis 2005.  Il a participé à la Serie C en 1933-1934 et a été promu en Serie C1 lors des saisons 1989-1990 et 1996-1997. Il bat l'US Palerme en 1997 dans un play-off pour rester en C1.

## Anciens joueurs
- Simone Loria,  Italie
- Pasquale Marino,  Italie
- Giuseppe Mascara,  Italie